# William Wentworth
William Charles Wentworth (ur. 13 sierpnia 1790 na wyspie Norfolk, zm. 20 marca 1872 w Wimborne) – australijski prawnik, działacz polityczny i podróżnik.

## Życiorys

### Pochodzenie
Urodził się dwa lata po rozpoczęciu europejskiego osadnictwa w Australii. Jego rodzice poznali się na pokładzie statku transportującego skazańców do założonej tam kolonii karnej. Na matce ciążył wyrok siedmiu lat pracy przymusowej za kradzież ubrań. Ojciec, choć też miał za sobą konflikty z prawem, formalnie podróżował jako wolny osadnik, mający pracować w kolonii w wyuczonym zawodzie lekarza. W 1796 jego rodzina przeniosła się z wyspy Norfolk do Sydney, gdzie jego ojciec szybko stał się zamożnym właścicielem ziemskim.

### Wczesna kariera
Po okresie finansowanej przez ojca nauki w Anglii, w 1810 powrócił do Australii, zaś w 1811 z nominacji gubernatora Lachlana Macquarie objął stanowisko dowódcy żandarmerii, otrzymał także własne, pokaźne nadanie ziemskie. Szybko stał się aktywny w życiu społeczno-politycznym Nowej Południowej Walii. W 1813 wspólnie z Gregorym Blaxlandem i Williamem Lawsonem, a także czterema służącymi, wziął udział w ekspedycji, która jako pierwsza grupa Europejczyków przekroczyła Góry Błękitne. W nagrodę za to osiągnięcie otrzymał kolejne nadanie ziemskie, co zwiększyło jego stan posiadania do ponad 1100 hektarów.
W 1816 po raz kolejny wyjechał do Europy, gdzie podjął studia prawnicze, podróżował po kontynencie, a w 1819 wydał poczytną książkę, w której dowodził, iż Nowa Południowa Walia jest atrakcyjniejszym kierunkiem emigracji niż Stany Zjednoczone. Dziełu temu przypisuje się wpływ na zwiększenie liczby osób, które pragnęły wyjechać do Australii jako wolni osadnicy. W kolejnych wydaniach dodawał nowe rozdziały, w których atakował panujący wówczas w Nowej Południowej Walii system polityczny, oparty na sojuszu wąskiej elity politycznej z elitą gospodarczą. Opowiadał się za pewną demokratyzacją ustroju kolonii, a także przyznaniem szerszych praw politycznych byłym skazańcom, którzy odbyli już karę. Nie był jednak zwolennikiem powszechnych praw wyborczych, gdyż uważał, iż prawo głosowania powinny mieć jedynie osoby posiadające ziemię.
W 1822 otrzymał w Londynie prawo wykonywania zawodu adwokata. Następnie spędził pewien czas na University of Cambridge, gdzie zajmował się głównie poezją. W swojej twórczości poetyckiej dawał wyraz przekonaniu, iż kiedyś Australia stanie się „nową Brytanią w nowym świecie”.

### Powrót do Australii
W 1824, rok po formalnym przekształceniu Nowej Południowej Walii z kolonii karnej w osadniczą kolonię koronną, powrócił do Australii, gdzie założył gazetę Australian. Wbrew obowiązującym przepisom nie uzyskał zgody władz na jej wydawanie ani nie poddał jej obowiązkowej cenzurze, ale gubernator Thomas Brisbane postanowił celowo przymknąć na to oko, aby przekonać się, jak sprawdzi się w kolonii całkowicie wolna prasa. Równocześnie Wentworth wyrósł na jednego z liderów walki o prawa tzw. emancypowanych, czyli byłych skazańców i ich potomków. W 1827 prowadzone przez jego pismo ataki na władze stały się tak daleko idące, że następca Brisbane’a, Ralph Darling, dwukrotnie próbował zdelegalizować gazetę, jednak jego decyzje były uchylane przez sądy. W tym okresie Wentworth stał się popularnym działaczem politycznym, ale jednocześnie jego bardzo ostra retoryka i bezpardonowe ataki na gubernatora sprawiły, iż część mieszkańców kolonii zaczęła go postrzegać jako nadmiernego radykała. W 1827 połączył majątek odziedziczony po zmarłym ojcu ze swoim własnym, co uczyniło z niego jedną z najzamożniejszych osób w Nowej Południowej Walii. W 1828 sprzedał swoje udziały w Australian.
Od 1835 był jednym z czołowych działaczy Australijskiego Stowarzyszenia Patriotycznego, organizacji zabiegającej o przyznanie kolonii autonomii. Pod wpływem ich działań w 1842 władze brytyjskie zreformowały ustrój Nowej Południowej Walii. Jej Rada Ustawodawcza była odtąd w 2/3 składu wybieralna, przy czym ustanowiono na tyle wysoki cenzus majątkowy, iż czynne prawo wyborcze miał jedynie co trzeci dorosły mężczyzna w kolonii. W 1843 został wybrany do Rady i szybko stał się jednym z jej najważniejszych członków. Walczył m.in. o prawa skwaterów, czyli osób wypasających swoje owce i bydło na ziemiach należących do Korony, wbrew obowiązującemu prawu. W 1846 ich status został uregulowany prawnie przez parlament w Londynie, w sposób bardzo dla nich korzystny.

### Późne życie
W 1853 Wentworth przewodniczył komisji Rady Ustawodawczej, która przygotowała projekt konstytucji Nowej Południowej Walii, mającej stanowić kolejny krok w stronę jej większej niezależności. Komisja Wentwortha proponowała ustanowienie całkowicie wybieralnej, choć z wysokim cenzusem, izby niższej przy jednoczesnym powołaniu dziedzicznej izby wyższej na wzór Izby Lordów. W 1856 konstytucja została przyjęta, ale w znacznie bardziej demokratycznym kształcie niż proponował. Cenzusy obniżono, zaś izba wyższa nadal miała pochodzić z nominacji gubernatora, a miejsc w niej nie można było dziedziczyć.
W 1854 Wentworth wyjechał do Anglii, gdzie planował spędzić emeryturę. Później odwiedził Australię jeszcze tylko raz, w latach 1861-1862, gdy poproszono go, aby objął przewodnictwo Rady Ustawodawczej w czasie poważnego kryzysu politycznego. Ostatnie lata życia spędził w swojej angielskiej rezydencji w hrabstwie Dorset. Zmarł tamże w wieku 81 lat. Zgodnie z jego życzeniem, jego ciało zostało przetransportowane do Sydney, gdzie po pogrzebie z honorami państwowymi spoczął w grobowcu na terenie swojej rodzinnej posiadłości.

## Upamiętnienie
Od nazwiska Wentwortha nazwano w Australii szereg miejsc i instytucji, m.in. miasto Wentworth, okręg wyborczy oraz wodospad. Dwukrotnie jego wizerunek znajdował się na australijskich znaczkach pocztowych. Jest również patronem budynku samorządu studenckiego na kampusie University of Sydney.